# Estación de Thuin
La estación de Thuin es una estación de tren belga situada en Thuin, en la provincia de Henao, región Valona.
Pertenece a la línea  de S-Trein Charleroi.

## Situación ferroviaria
La estación se encuentra en la línea 130 (Charleroi-Erquelinnes-frontière).

## Intermodalidad
| Línea | Procedencia | Parada     | Destino         |
| ----- | ----------- | ---------- | --------------- |
| 192   | THUIN SNCB  | THUIN SNCB | NALINNES Bultia |